# Старословенски језик
Старословенски језик (називан и црквенословенски, староцрквенословенски језик) је први писани словенски језик, кодификован у 9. веку на основу говора Јужних Словена из околине Солуна. Старословенска писма била су глагољица и ћирилица.
Кодификовали су га хришћански мисионари, браћа Ћирило и Методије, ради превођења Светог писма и других списа с грчког језика. Старословенски је током средњег века постао књижевни језик већине словенских народа (Јужних Словена од 9. до 18. века, Источних Словена од 10. до 18. века, моравских Словена и Чеха од 9. до 11. века) и утицао је на формирање многих млађих словенских књижевних језика. Данас је у литургијској употреби у православним и источним католичким црквама словенских земаља.
Генеалошки, старословенски језик припада групи јужнословенских језика, и не сме се мешати с прасловенским језиком, древном матицом из које воде порекло сви словенски језици. Позајмљенице из овог језика називају се црквенословенизми.

## Назив
У старим се списима овај језик називао једноставно словенским. У 5. глави Житија Методијева византијски цар Михајло III говори Ћирилу и Методију да су они из Солуна, а да Солуњани . У 15. глави пише да је Методије превео књиге отъ грьчьска языка въ словѣньскъ, а у 17. да Методијеви ученици после његове смрти , а исти назив користи и византијски писац Јован Егзарх.
Старословенски је настао као литургијски језик, а прве књиге написане на њему биле су богослужбене. Био је уско везан уз сакралну књижевност, насталу превођењем грчких изворника, што се огледа у бројним лексичким, морфолошким и синтактичким грцизмима. У тој функцији старословенски језик се употребљава и данас, због чега се назива и црквенословенским или староцрквенословенским. Неки разликују ова два термина па староцрквенословенским називају први забележени период старословенског језика (10. и 11. век), а црквенословенским језик од 12. века надаље, кад се почињу јављати прве националне редакције.
Класификација старословенског језика је била предмет разних лингвистичких и етнополитичких спорова, током којих су се појавила и настојања да се тај језик ближе одреди уз употребу појединих несловенских одредница. Тим поводом су сковани и неки хибридни термини, као што су старобугарски језик, односно старомакедонски језик. Међутим, такви термини нису прихваћени од стране стручне јавности.
У већини савремених словенских језика, овај језик се назива старословенским:
- белоруски:
- бугарски:
- чешки: Staroslověnština
- хрватски: staroslavenski jezik
- македонски:
- пољски: język starosłowiański
- руски:
- српски: старословенски језик
- словачки: Staroslovienčina
- словеначки: Stara cerkvena slovanščina
- украјински:

## Порекло
Постоји више теорија о пореклу старословенског језика, од којих је у савременој науци најприхваћенија јужнословенска теорија, по којој је старословенски језик кодификован на основу говора јужнословенских племена, из околине Солуна.

### Панонска теорија
Према панонској теорији старословенски језик се развио на основу језика Панонских Словена. Ову теорију су посебно заступали Јернеј Копитар (1780—1844) и Франц Миклошич (1813—1891). Они су тврдили да се немачка, латинска и мађарска обележја старословенског могу објаснити само чињеницом да је основа старословенском био панонски говор. Но, сусрели су се и са проблемима како објаснити типичне јужнословенске одразе шт и жд (од прасловенских *т’ и *д’). То су ријешили тако што су пронашли мађарске позајмљенице које садрже те гласове, а они су их могли добити једино позајмљивањем од Панонских Словена.

### Јужнословенска теорија
Некада преовладавајућу панонску теорију оповргао је Миклошићев наследник, лингвиста Ватрослав Јагић (1838—1923) објаснивши да су Мађари примили словенске посуђенице у доба сеобе, кад су се преци Јужних Словена селили према својим данашњим домовинама. Ту је теорију учврстио његов ученик Ватрослав Облак организујући дијалектолошку експедицију у околини Солуна. У својим Македонским студијама (1896), показао је повезаност словенских говора из ширег солунског залеђа са старословенским језиком. Тако је настала данас призната јужнословенска теорија о пореклу старословенског језика.

### Бугарска теорија
Према теорији коју је заступао Павел Јозеф Шафарик (1795—1861), а касније развио Лескин, старословенски је, у ствари, старобугарски језик, из којег се касније развио савремени бугарски језик (слично односу старогрчког и грчког). Ову теорију подржава велика већина бугарских лингвиста, али она није прихваћена од стране велике већине осталих истраживача.

## Словенско писмо

### Прехришћанско словенско писмо
Црноризац Храбар у спису О писменима преноси да стари Словени нису имали књига, већ су се користили цртама и резама. Након примања хришћанства, употребљавали су грчка и римска слова „без устројења“, све док им Ћирило и Методије нису саставили азбуку:
Ибн Фадлан, арапски изасланик у Волшку Бугарску (на територији данашње Русије) 922. године, пише о нарави и обичајима Руса. После обредног спаљивања покојника, саплеменици би на дрвету беле тополе или брезе „написали име (умрлог) мужа и име цара Руса и удаљили се“. Други средњовековни извор, Титмар Мерсебуршки, описујући словенски пагански храм на острву Рујан, примећује да су на киповима урезана њихова имена ("singulis nominibus insculptis").
Средњовековно панонско житије Константина Филозофа бележи да су Словени већ били писмени у време његове мисије: „током мисије на Криму 860. њему показаше јеванђеље и псалме написане руским писменима [...] Константин саопштава да их никада раније није видео, али да их је научио изненађујуће брзо“.

### Настанак глагољице и ћирилице
Моравска мисија представља почетак словенске писмености и прекретницу у покрштавању Словена. Великоморавски кнез Растислав је затражио од цара Михајла III да му пошаље људе који би научавали његов народ, ширили писмо и покрштавали на њихову језику. Цар је послао браћу мисионаре Константина и Методија, јер су они из Солуна, а сви Солуњани добро говоре словенским језиком. Око 863. године Константин Филозоф ствара словенско писмо и одлази у Моравску с братом Методијем и другим мисионарима (Климент, Наум, Ангелар, Сава) са задатком да ондашње Словене описмене за богослужење на словенском језику. Хришћанске књиге су преведене са грчког на дијалекат Јужних Словена који су живели у околини Солуна, а који је био разумљив и осталим Словенима. Након Великоморавске одлазе и у Панонску кнежевину, где су превели с грчкога језика велик број литургијских дела, створили први словенски законски кодекс, Закон судный людем и превод Номoканона Светога Саве.
Мисија се самог почетка суочавала са жестоким отпором германског свештенства које је те просторе сматрало својим, ширећи хришћанство на латинском језику, па су солунска браћа већ 867. године морали да путују у Рим да оправдају своје деловање Папи. У то време је у хришћанској цркви преовлађивала тзв. тројезична догма (или тројезична јерес), према којој су једина три достојна језика за слављење литургије латински, грчки и хебрејски. Константин је тада у расправи с латинским свештеницима изрекао чувене речи:
Не пада ли киша од Бога на све једнако? Или, не сја ли Сунце, такође, на све? Не удишемо ли сви исти ваздух? А како се ви не стидите само три језика признавати, а хоћете да сви други народи и племена буду слепи и глухи!— Житије Ћирилово
Солунска браћа су у Риму успела да добију дозволу папе Хадријана II (867—872) за богослужење на словенском језику, али се током боравка Константин разболео, замонашио узевши име Ћирило (грч. Κύριλλος - Господњи) и умро 14. фебруара. Методије се 870. године вратио прво у Панонију, а затим и у Великоморавску кнежевину, са титулом моравскопанонског архиепископа, поново наишавши на јак отпор германског свештенства подржаног новим великоморавским кнезом Сватоплуком I (870—894). На великом сабору германског свештенства Методије је оптужен за јерес и заточен у Регензбургу. Иако је 873. године ослобођен на инсистирање папе Јована VIII (872—882), већ је 880. године морао поново путовати у Рим да оправда своје деловање. Након тога је посетио Цариград 882. године. 6. априла 885. године је преминуо у својој архиепископији. После његове смрти германско свештенство уз подршку папе Стефана  (885—891) и Сватоплука уништава словенску црквену организацију у средњој Европи протеривањем, заробљавањем и убијањем ученика и сарадника Солунске браће. Тада је убијен и Методијев несуђени наследник Горазд Охридски. Међутим, део њихових ученика, међу којима су најистакнутији Климент и Наум Охридски, успео је да побегне на Балканско полуострво, настављајући рад на словенској писмености.
Данас се углавном сматра да је глагољица најстарије словенско писмо, које је створио Константин Филозоф, а да је ћирилица потом настала на основу грчког алфабета. Језичка анализа најстаријих словенских споменика показала је „да у споменицима писаним глагољицом има много више архаизама (у морфологији и лексици), него у споменицима писаним ћирилицом“. Глагољицом је писана већина раних старословенских текстова (мисал, четири јеванђеља, избори из јеванђеља, псалтир, молитвеник, проповеди и биографије светаца). Глагољицом су написани и Живот Константина и Живот Методија, који су касније преписани ћирилицом. Константин је глагољицом написао и свој Проглас, којим брани словенско писмо и словенске преводе Библије.
Претпоставља се да је ћирилица настала негде у 10. веку, захваљујући Клименту Охридском, због чега се назива и климентовица. Према другој теорији, ћирилица је настала у Бугарској, 30-40 година након глагољице, заслугом цара Симеона и бугарских духовника Константина Преславског и Јована Егзарха. Од 38 слова старословенске ћирилице, 24 је настало према грчком уставном писму, од чега су многа механички преузета из грчког алфабета (нпр. Г, Д, Т, П и И), док су остала слова осмишљена за својствене словенске гласове. Ћирилицом су изворно написана три већа старословенска споменика: Савина књига, Остромирово јеванђеље, Супрасаљски зборник. У X веку, словенска књижевност писана на ћирилици, проширила се из Бугарске у Кијевску Русију. Код Западних Словена је од 11. века било у употреби латинско писмо. Њиме су написани и старословенско-словеначки Брижински одломци (словеначке молитве и проповеди), које Словенци називају Брижински споменици. Тако су Словени од почетака своје писмености употребљавали неколико различитих писама.

### Словенска азбука
| глагољица | ћирилица | назив    | изговор       |
| --------- | -------- | -------- | ------------- |
|           |          | az'      | /ɑ/           |
|           |          | buky     | /b/           |
|           |          | vede     | /ʋ/           |
|           |          | glagolji | /g/           |
|           |          | dobro    | /d/           |
|           |          | jest'    | /ɛ/           |
|           |          | zhivete  | /ʒ/           |
|           |          | dzelo    | /dz/          |
|           |          | zemlja   | /z/           |
|           |          | i        | /i, j/        |
|           |          | izhe     | /i, j/        |
|           |          | [djerv'] | /dʑ/          |
|           |          | kako     | /k/           |
|           |          | ljudije  | /l, ʎ/        |
|           |          | mislete  | /m/           |
|           |          | nash'    | /n, ɲ/        |
|           |          | on'      | /ɔ/           |
|           |          | pokoji   | /p/           |
|           |          | rtsi     | /r/           |
|           |          | slovo    | /s/           |
|           |          | tvrdo    | /t/           |
|           |          | uk'      | /u/           |
|           |          | frt'     | /f/           |
|           |          | kher     | /x/           |
|           |          | oht'     | /ɔ/           |
|           |          | shta     | /tʲ, ʃt/      |
|           |          | tsi      | /ts/          |
|           |          | chrv'    | /tʃ/          |
|           |          | sha      | /ʃ/           |
|           |          | yer'     | /ɯ/           |
|           |          | yery     | /ɨ/           |
|           |          | yerj'    | /ɘ/           |
|           |          | yat'     | /æ, jɑ/       |
|           |          |          | */jo/         |
|           |          | yu       | /ju/          |
|           |          | ѥ        | /je/ или /ʲe/ |
|           |          | [ens']   | /ɛ̃/           |
|           |          | [yens']  | /jɛ̃/          |
|           |          | [ons']   | /ɔ̃/           |
|           |          | [yons']  | /jɔ̃/          |
|           |          | ѯі       | /ks/          |
|           |          | ѱі       | /ps/          |
|           |          | [thita]  | /θ/           |
|           |          | izhitsa  | /ʏ, i/        |

## Старословенски списи

### Канонски списи
Канон старословенских списа представља мали број првих сачуваних споменика из 10. и 11. века, након деловања Ћирила и Методија, будући да њихова дела нису сачувана.
Споменици писани глагољицом:
- Кијевски мисал
- Зографско јеванђеље
- Маријинско јеванђеље
- Асеманијево јеванђеље
- Синајски псалтир
- Синајски молитвеник
- Клоцов зборник
- Бојански палимпсест
- Македонски листићи

Споменици писани ћирилицом:
- Савина књига
- Супрасаљски зборник
- Енински апостол

### Словенски апокрифи
Словенски апокрифи су неканонски (апокрифни) списи библијске тематике на старословенском језику. Црквени индекси забрањених књига су били једнодушни у односу према апокрифима, као лажљивим писањима којима јеретици заблуђују прост народ. Али у пракси, забрана није никад могла бити потпуно спроведена, јер индекси нису стизали до сваког најудаљенијег манастира и до сваког преписивача. Притом, неки апокрифи не садрже ништа противцрквено (нпр: Четворојеванђеље Јаковљево), па је и сама црква била снисходљива према њима. У средњовековној словенској књижевности су најпознатије следеће апокрифне књиге:
- Књига Енохова (потиче из 2. века п. н. е.; на словенски је преведена млађа верзија из 1. века са додацима, позната као Словенски Енох)
- Књига Варухова (из 2. века; превод са грчког)
- Књига Аврамова (из 1. века; разговор о душама који се води између Аврама и арханђела Михајла, од којих једне иду у рај, а друге у пакао)

Легенде - новеле:
- Живот Адама и Еве (из 1. века; говори о животу Адама и Еве у рају; постојала је краћа и дужа верзија)
- Мучеништво Јеремијино (јеврејска књига са хришћанским додацима)
- Виђење пророка Исаије (из 3. века п. н. е.; превод са грчког; описује се будуће рођење и страдање Христово)

Новозаветни апокрифи:
- Протојеванђеље Јаковљево (из 2. века)
- Јеванђеље младенства (о Исусовој младости)
- Јеванђеље Никодимово
- Легенда о Авгару (из 3. века)
- Апокрифна дела
- Виђење апостола Павла
- Виђење Богородичино
- Други долазак Христов

## Граматика
Старословенски је флексијски језик с прилично богатом граматиком.

### Именице
У старословенском језику именице могу бити мењане у три граматичка рода (мушки, женски и средњи), три броја (једнина, двојина и множина) и седам падежа (номинатив, генитив, датив, акузатив, вокатив, инструментал и локатив).

### Глаголи
У старословенском постоје следећа времена:
- презент (садашње време)
- аорист (прошло свршено време)
  - асигматски аорист
  - сигматски аорист
    - новији сигматски аорист
    - старији сигматски аорист
- имперфекат (прошло несвршено време)
- перфекат (прошло време)
- плусквамперфекат (давно прошло време)
- футур (будуће време)
- футур егзактни (будуће свршено време)

### Бројеви
У старословенској азбуци, нису постојали посеби знаци за бројеве, већ су бројеви обележавани словима са посебном ознаком (титлом) изнад. Бројеви од 1 до 10 су се обележавали следећим ћириличним словима:
- а҃ = 1 единъ
- в҃ = 2 два
- г҃= 3 три
- д҃ = 4 четыре
- є҃ = 5 пѧть
- ѕ҃ = 6 шесть
- з҃ = 7 седьмь
- и҃ = 8 осмь
- ѳ҃ = 9 девѧть
- і҃= 10 десѧть

Бројеви од 11 до 19 су били синтагме. Добијани су додавањем жељеног броја на број десет (нпр. два на десенте - 12) и означавани су следећим словима, са одговарајућим титлом изнад:
- аі҃= 11 единонадесѧть(e)
- ві҃ = 12 дванадесѧть(e)
- гі҃ = 13 тринадесѧть(e)
- ді҃= 14 четыренадесѧть(e)
- єі҃ = 15 пѧтьнадесѧть(e)
- ѕі҃ = 16 шестьнадесѧть(e)
- зі҃ = 17 седьмьнадесѧть(e)
- иі҃ = 18 осмьнадесѧть(e)
- ѳі҃ = 19 девѧтьнадесѧть(e)

Од ових бројева су редукцијом вокала и вокализацијом дифтонга настали савремени српски облици.
- к҃ = 20 двадесѧть

## Старословенске редакције
Редакција је спонтано и нехотично мењање језика, због утицаја пишчевог језика и његовог локалног идиома. Пошто је у време настајања првог словенског књижевног језика, а касније још и више, словенски језички простор био дијалекатски издиференциран, у старословенски језик су постепено све више улазиле неке особине месних народних говора, тако да се од XI века формира више редакција црквенословенског језика: српска, бугарска, руска, хрватска глагољска, чешка и румунска (код Румун је црквенословенски био језик богослужења, а од XIV до XVIII века и књижевни језик).
У XII веку се појављују различите редакције или рецензије старословенског језика, које су заправо значиле уношење елемената народног говора (фонетских, морфолошких, лексичких) у старословенски језик, што је веома значајно за развој језика. Те редакције су биле присутне у делима световног карактера, као што су писма, повеље, закони. Тако настаје и српскословенски, односно српска редакција старословенског језика или црквенословенски језик.
Најважнији споменик српске културе писан српскословенским језиком и ћириличним писмом, Мирослављево јеванђеље, настао је 1180. године.

### Бугарска редакција
Бугарска редакција старословенског језика је настала крајем 9. и током 10. века на подручју тадашње бугарске државе. Обележја су јој следећа:
1. предњи назал ѧ иза ч, ж, ш и ј прелази у стражњи ѫ, а ѧ иза палатализираних р, л и н (р', љ, њ) прелази у ѫ
2. ѫ каткад прелази у ъ, а ѣ каткад у ја

Споменици: Трактат Црнорисца Храбра, Трновско јеванђеље, Бојанско јеванђеље, Врачанско јеванђеље, Јованово јеванђеље.

### Македонска редакција
1. ѫ прелази у ѧ иза палатализираних р, л и н (р', љ, њ) те иза комбинације усненог самогласника са сугласником л (вољѫ > вољѧ)
2. јерови се каткад вокализују: ъ > о, ь > е
3. ѧ и ѣ те е и ѣ мешају се у коришћењу
4. каткад се ѧ мења са е, а ѫ са а, ъ и у
5. шт и жд се чувају

Споменици: Асеманијево јеванђеље, Охридски апостол, Добромирово јеванђеље

### Чешко-моравска редакција
1. умјесто старословенских шт и жд налазимо одразе палатализираног т и д > ц и з (помошть > помоцъ, виждь > визь)
2. одрази прасловенских *стј и *скј, за разлику од стсл. шт, дају шч
3. у инструменталу једнине о-деклинације, главне, средњег рода уместо наставка -омь долази -ъмь
4. генитив замјенице азъ (ја) уместо старословенског мъне налазимо мне (испадањем старог јора од мъне)

Споменици: Кијевски листићи (или Кијевски мисал), Прашки листићи, Реимско јеванђеље.

### Панонскословенска редакција
1. каткад се стражји назал ѫ мијења у о (мѫченик > моченик)
2. сугласничка скупина -дл- чува се у другом партиципу претерита, еквиваленти данашњег глаголског придева радног (модлила)

Споменици: Брижински споменици (писани латиницом)

### Руска редакција
1. стражњи и предњи назали - ѫ и ѧ - мијењају се у ё и я
2. према старословенским рь, ль, ръ, лъ између сугласника долазе ьр, ър, ьл, ъл
3. ра- и ла- изведени од прасловенског ор и ол замјењују се са ро- и ло- (работа, локъть)
4. старословенско жд даје ж, а шт даје ч (вижь, печь)
5. скупине настале метатезом ликвида, ра, ла, рѣ, замјењују се скупинама оро, оло, ере (градъ > городъ, златъ > золотъ, умрѣти > умерети)
6. у генитиву једнине те номинативу и акузативу множине ја-деклинације те у акузативу множине јо-деклинације я прелази у ѣ (землѣ)
7. у дативу и локативу личних замјеница умјесто е налази се ѣ (тебѣ)

Споменици: Остромирово јеванђеље, Архангелско јеванђеље, Чудовски псалтир, Свјатославов зборник.

### Хрватска редакција
Среће се у споменицима писаним угластом (хрватском) глагољицом. Хрватски тип старословенског језика има следећа обележја:
1. стражњи и предњи назали - ѫ и я - мијењају се у у и е (рѫка > рука, пят > пет)
2. јери ы се мијења у и (быти > бити)
3. графем шта щ се мења у ћ, шћ или ређе у шт
4. због депалатализације, полугласи јер (ь) и јор (ъ) се вокализују, у јаком положају дају а (у кајкавском е), али се прије тога изједначују (У следећем примеру ь и ъ дају исти одраз - сънъ > сань, сан`, дьнь > дан, дан`). После су се јерови означивали штапићима и апострофима те поступно нестали.

У неким хрватским католичким бискупијама на острвима и у приморју старословенски се развио у хрватску редакцију која је коришћена у глагољашкој литургији римског обреда, све до Другог ватиканског сабора, а у неким својим облицима и све до данас.

### Српска редакција
Најстарији сачувани спис српске редакције старословенског језика је Маријинско јеванђеље, написано глагољицом. На основу језичких црта, сматра се да је настало почетком 11. века на српском штокавском подручју. Обележја српске редакције:
1. стражњи и предњи назали - ѫ и ѧ - мијењају се у у и е
2. ю даје ју, али се ѧ каткад мијења са е (кънѧзь > кнез)
3. јор нестаје, а јер превладава (ъ > ь)
4. јери ы даје и
5. палатално р и меко с постају тврдима

Споменици: Маријинско јеванђеље, Темнићки натпис, Мирослављево јеванђеље, Вуканово јеванђеље, Хиландарска повеља Стефана Немање, Хиландарска повеља Стефана Немањића, Карејски типик, Студенички типик, Матичин апостол, Хумачка плоча, Гршковићев одломак, Сплитски одломак мисала, Дивошево јеванђеље, Баталово јеванђеље, Хвалов зборник, Млетачки зборник.

## Црквенословенски језик
Старословенски језик се временом развио у црквенословенски, литургијски језик православних и источно католичких цркава словенских земаља. Језици словенских народа чији је богослужбени језик био латински развијали су се углавном без контакта са црквенословенским - тај је контакт или био рано прекинут (као код Словенаца, Чеха и Морављана, а код Хрвата нешто касније) или никада није ни био успостављен (на пример, код Пољака и Лужичких Срба). Упоредо са постојањем црквенословенског, у култури неких словенских народа ствара се и књижевност на основи народног језика, што је имало за последицу двојство унутар старосрпског, староруског и старобугарског, са доста јасно разграниченим сферама употребе црквеног и народног језика. У XVI и XVII веку долази до истискивања црквенословенског језика из многих области употребе.
Црквенословенизми су у различитом степену остали присутни у појединим словенским књижевним језицима.